# JT-60
JT-60 (abreviação de Japan Torus-60) é um grande tokamak de pesquisa, o carro-chefe da diretoria de energia de fusão do Instituto Nacional Japonês de Ciência e Tecnologia Quântica. Em 2023, o dispositivo é conhecido como JT-60SA e é o maior tokamak supercondutor em operação do mundo construído e operado em conjunto pela União Europeia e pelo Japão em Naka, Prefeitura de Ibaraki.
Em 2018, JT-60 detém o recorde de maior valor do produto triplo de fusão alcançado: 1,77×1028 K·s·m−3 = 1,53×1021 keV·s·m−3
Desde 2018, JT-60 detém o recorde de maior valor do produto triplo de fusão alcançado: 1.77×1028 K·s·m−3 = 1.53×1021 keV·s·m−3. Até o momento, o JT-60 detém o recorde mundial de temperatura iônica mais quente já alcançada (522 milhões de °C); este recorde derrotou o Tokamak Fusion Test Reactor (TFTR) em Princeton em 1996.
JT-60SA alcançou o primeiro plasma em 23 de outubro de 2023, tornando-se o maior tokamak supercondutor operacional do mundo em 2024. O reator foi declarado ativo em 1º de dezembro de 2023.

## Especificações
(60 significa JT-60, 60U significa JT-60U, 60SA significa JT-60SA) ("60SA I" refere-se à fase de pesquisa inicial/integrada do JT-60SA, "60SA II" refere-se à fase de pesquisa estendida )
|         | Volume | Corrente        | Raio principal | Raio menor      | Proporção   | Height    | Comp. do pulso | Alongamento | Triangularidade |
| ------- | ------ | --------------- | -------------- | --------------- | ----------- | --------- | -------------- | ----------- | --------------- |
| 60      |        | 2.1 MA - 2.6 MA | 3 m            | 0.85 m - 0.95 m | 3.52 - 3.15 |           | 5 s            |             |                 |
| 60U     | 90 m3  | 3 MA            | 3.4 m          | 1 m             | 3.4         | 1.5±0.3 m | 65 s           | 1.5±0.3     |                 |
| 60SA I  |        | 5.5 MA          | 2.97 m         | 1.17 m          | 2.54        | 2.14 m    | 100 s          | 1.83        | 0.50            |
| 60SA II |        | 5.5 MA          | 2.97 m         | 1.18 m          | 2.52        | 2.28 m    | 100 s          | 1.93        | 0.57            |

|      | Material    | Temperatura | Volta única de resistência |
| ---- | ----------- | ----------- | -------------------------- |
| 60   | Inconel 625 | 500 °C      | > 1.3 mΩ                   |
| 60U  | Inconel 625 | 300 °C      | 0.2 mΩ                     |
| 60SA | SS 316L     | 200 °C      | 16 µΩ                      |

|      | #  | Voltas | Material | Corrente | Indutância | Resistência | Constante de tempo |
| ---- | -- | ------ | -------- | -------- | ---------- | ----------- | ------------------ |
| 60   | 18 | 1296   |          | 52.1 kA  | 2.1 H      | 84 mΩ       | 25 s               |
| 60U  | 18 | 1296   | AgOFCu   | 52.1 kA  | 2.1 H      | 97 mΩ       | 21.65 s            |
| 60SA |    |        |          |          |            |             |                    |